# Segestria madagascarensis
Segestria madagascarensis là một loài nhện trong họ Segestriidae.
Loài này thuộc chi Segestria. Segestria madagascarensis được Eugen von Keyserling miêu tả năm 1877.